# Obraziszki
Obraziszki (biał. Абразішкі, Abraziszki; ros. Образишки, Obraziszki) – dawny chutor na Białorusi, w obwodzie witebskim, w rejonie brasławskim, w sielsowiecie Widze.

## Historia
Pod koniec XIX wieku ówczesny zaścianek należał do powiatu nowoaleksandrowskiego.
W latach 1921–1945 ówczesna wieś leżała w Polsce, w województwie nowogródzkim (od 1926 w województwie wileńskim), w powiecie brasławskim, w gminie Widze.
Według Powszechnego Spisu Ludności z 1921 roku zamieszkiwało tu 58 osób, 45 było wyznania rzymskokatolickiego, 1 prawosławnego a 12 staroobrzędowego. Jednocześnie 46 mieszkańców zadeklarowało polską przynależność narodową, a 12 białoruską. Było tu 15 budynków mieszkalnych. W 1931 w 22 domach zamieszkiwało 109 osób.
Miejscowość należała do parafii rzymskokatolickiej w Widzach i prawosławnej w Bohiniu. Podlegała pod Sąd Grodzki w Turmoncie i Okręgowy w Wilnie; właściwy urząd pocztowy mieścił się w Widzach.
W okresie radzieckim miejscowość miała status chutoru i podlegała pod kołchoz „Upierad”.